# 白狐温泉
白狐温泉（びゃっこおんせん）は、岐阜県瑞浪市釜戸町（旧国美濃国）にある温泉。

## 泉質
- 放射能泉
  - 泉温　25℃

## 温泉地
土岐川沿いに一軒宿の「料理旅館　今井屋」が存在。日帰り入浴可能。
宿の目の前には、開湯のきっかけとなった源泉の白狐温泉神明水（釜戸ヒトツバタゴ自生地）がある。
かつてはもう一軒旅館があった。

## 歴史
開湯は江戸時代中期。白い狐が湯で傷を癒しているのを僧の大雲が偶然見かけたと云われている。

## アクセス
JR中央本線釜戸駅よりバスで約10分。
中央自動車道瑞浪ICより国道19号経由、車で約15分。